# كريستوفر نايجل بيج
كريستوفر نايجل بيج (بالإنجليزية: Christopher Nigel Page)‏ هو سرخسياتي ‏ وعالم نبات بريطاني، ولد في 1942.